# Trubbig vinkel
En trubbig vinkel är inom geometrin en vinkel som är större än en rät vinkel (90°) men mindre än en rak vinkel (180°).
En triangel där en vinkel är trubbig kallas för en trubbvinklig triangel.
En trubbig vinkel α motsvarar:
- 1⁄4 varv < α < 1⁄2 varv
- 90° < α < 180°
- 1⁄2π radianer < α < π radianer
- 100g < α < 200g